# Cavalaire-sur-Mer
Cavalaire-sur-Mer este o comună în departamentul Vaucluse din sud-estul Franței. În 2009 avea o populație de 6.731 de locuitori.

## Evoluția populației
| An        | 1975  | 1982  | 1990  | 1999  | 2006  | 2009  |
| --------- | ----- | ----- | ----- | ----- | ----- | ----- |
| Populație | 2.710 | 3.912 | 4.188 | 5.237 | 6.351 | 6.731 |